# Escrió de Samos
Escrió de Samos (Aeschrion, Αἰσχρίων) fou un poeta iàmbic grec nascut a Samos. És esmentat per Ateneu, que va conservar alguns dels seus versos coliàmbics en els quals defensa Filenis contra Polícrates d'Atenes (el retòric i sofista atenenc). Alguns dels seus versos són també citats per Tzetzes.
Hi va haver un poeta èpic del mateix nom, el qual es conta que era nadiu de Metellí i un alumne d'Aristòtil, com també que va acompanyar a Alexandre el Gran en algunes de les seves expedicions. Se l'esmenta al Suides, i també Tzetzes. Com que també fou escriptor d'iàmbics i coliàmbics, molts estudiosos han suposat que era la mateixa persona que l'Escrió de Samos, i que aquest va ser adscrit com metellí com a conseqüència d'haver estat per algun temps en aquella ciutat.